# دیود نورگسیل ارگانیک

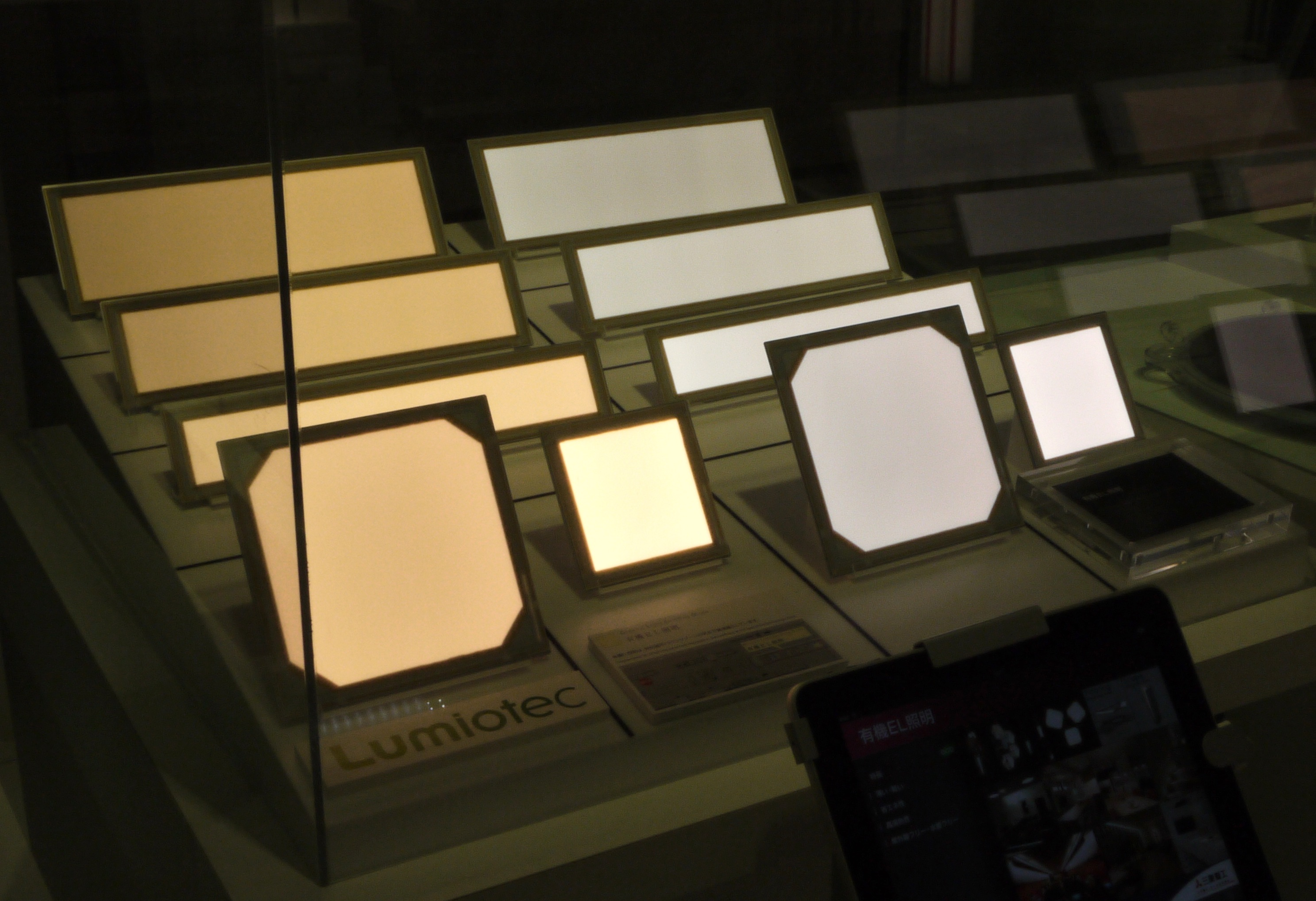
پیش‌نمونهٔ پنل‌های نوردهی OLED

دیود نورگسیل ارگانیک (OLED) یا اُ اِل ای دی، نوعی دیود نورافشان (اِل‌اِی‌دی، LED) است که در آن لایهٔ الکترولومینسانس، یک لایهٔ بسیار نازک (Film) از ترکیبی آلی است که در واکنش به جریان الکتریکی، نور منتشر می‌کند. این لایهٔ نیمه‌هادی آلی بین دو الکترود قرار دارد که حداقل یکی از آن‌ها شفاف است. OLED برای ساختن نمایش‌گر دیجیتال در دستگاه‌هایی مانند تلویزیون، مانیتور کامپیوتر، تلفن همراه، کنسول‌های بازی دستی و PDAها استفاده می‌شود.
نمایشگر OLED بدون نور پس‌زمینه کار می‌کند زیرا خود، نور تولید می‌کند؛ بنابراین، OLED می‌تواند رنگ عمیقاً سیاه را نشان دهد و نازک‌تر و سبک‌تر از نمایش‌گر کریستال مایع (ال‌سی‌دی) است. در نور محیطی کم (مانند اتاق تاریک)، نمایش‌گر OLED نسبت کنتراست بیشتری نسبت به LCD دارد. به عبارت دیگر، OLED عمق رنگ بیشتری دارد.
نمایش‌گر LCD همیشه به نور پس‌زمینه (Backlight) نیاز دارد؛ این نور با استفاده از لامپ‌های فلورسنت کاتد سرد (CCFL) یا اِل‌ای‌دی (LED) تولید می‌شود.
عملکرد نمایش‌گرهای OLED، اساساً با نمایش‌گرهای LCD متفاوت است.

## ساختار OLED

### لایه‌های تشکیل دهنده OLED
- لایه محافظ
- کاتد: ترمینال منفی گسیل الکترون
- لایه ارگانیک: دو لایه رسانا و گسیل‌کننده نور
- آند: ترمینال مثبت گسیل الکترون

### طرز کار OLED
OLED نیز مانند LED نور را به روش الکترولومینِسانس (برق‌درخشی) گسیل می‌کند.
در این روند:
- ابتدا ولتاژی به OLED اِعمال می‌شود.
- جریانی از کاتد به آند لایه‌های ارگانیک می‌گذرد.
- کاتد الکترون‌ها را به لایه گسیل‌کننده می‌دهد.
- آند الکترون‌هایی که به لایه رسانا می‌رسد را خارج می‌کند.
- در مرز بین لایه رسانا و گسیل‌کننده، الکترون‌ها در فضاهای فاقد الکترون قرار می‌گیرد.
- رنگ نور نیز با توجه به جنس لایه‌های ارگانیک تعیین می‌شود.

### تولید OLED
این فرایند با عمل تبخیر و در اتاق‌های خلأ انجام می‌گیرد. این فرایند پیچیدگی‌ها و هزینه‌های زیادی دارد چرا که حتی کوچک‌ترین آلودگی‌های محیطی می‌تواند به ساختار مادهٔ ارگانیک آسیب برساند؛ بنابراین ساختار لایه‌ای باید به صورت بهینه در مقابل اکسیژن و بخار هوا و ذرات ریز معلق در آن توسط پوششی از شیشه محافظت شود.

## برتری نمایش‌گر OLED
- ساطع‌شدن نور از خود OLED و عدم نیاز به منبع نور پس‌زمینه، مهم‌ترین برتری نمایش‌گر OLED بر نمایش‌گر کریستال مایع (LCD) است، که باعث کاهش مصرف انرژی و همچنین ضخامت و وزن کمتر OLED شده‌است.
- لایه LCD شدت نور پس‌زمینه را گرفته و با نشت نور به سلول‌های مجاور باعث کاهش کنتراست می‌شود. اما OLED با تولید مستقل نور در هر پیکسل، علاوه برنداشتن مشکل زاویه دید مانند LCD، تصاویری شفاف با کنتراست عالی نمایش می‌دهد.
- سرعت پاسخ‌گویی OLED بسیار بالاست و برخلاف LCD مشکل واماندگی (Lagging) و محو شدن تصویر (Blur) در نمایش صحنه‌های سریع را ندارد.
- حالت پیش فرض در نمایشگرهای OLED مشکی است و برای نمایش این رنگ از نور استفاده نمی‌کند. در این حالت نقاط مشکی به حالت خود رها می‌شوند. این ویژگی سبب می‌شود که نمایش تصاویر مشکی با وضوح بیشتری رخ دهد.[۷]

## وضعیت کنونی و چشم‌انداز OLEDها در آینده
به‌طور کلی OLEDها در جهت توسعهٔ بسیار مثبتی قرار گرفته‌اند و در حال حاضر تایل‌های شیشه‌ای OLEDها تا اندازه‌های 15x15 cm و با پاشش نوری یک جهته در دسترس‌اند. سطح بهره‌وری نوری OLEDها هم‌اکنون بین ۳۰ تا 60 lm/w است و مطمئناً این سطح بهره‌وری بزودی افزایش قابل توجهی خواهد داشت همچنین کاهش بیشتر هزینه‌های ساخت و تغییر بیشتر در خواص شفافیت و انعطاف‌پذیری آن‌ها نیز ممکن خواهد بود. در حال حاضر تولیدکنندگان بزرگ دنیا میلیون‌ها دلار بر روی توسعه و پیشرفت طرح‌های جدید در این زمینه هزینه کرده‌اند

## آمولد
دیود گسیل نور ارگانیک با ماتریس فعال (Active-matrix organic light-emitting diode)، که لایه‌های کاتد و آلی یک‌پارچه تولید شده، اما آند به‌صورت ترانزیستور لایه‌نازک (TFT) با آرایه‌ای ماتریسی قرار گرفته که شامل مدارات پیکسل‌های نمایش‌گر است.
AMOLED برای استفاده در نمایش‌گرهای بزرگتر مناسب هستند، زیرا دارای سرعت جاروب (Refresh) بالاتری بوده و برای نمایش ویدئو بسیار مناسبند.

## PMOLED
در نمایش‌گر «دیود گسیل نور ارگانیک ماتریس منفعل» (Passive-matrix organic light-emitting diode)، لایه‌های آند، کاتد، و آلی به‌صورت نوارهایی تولید شده که به‌طور متقاطع (علامت "+") روی هم قرار گرفته‌اند که نقاط تلاقی آن‌ها همان پیکسل‌های نمایش‌گر محسوب می‌شوند، و مدارات الکترونیکی به نوارهای آند و کاتد متصل شده‌اند.
ساخت این نوع صفحات نمایش آسان است اما مصرف برق بیشتری نسبت به انواع دیگر آن دارند، اما برای نمایش متن و آیکون‌های کوچک و استفاده در وسایل کوچک مناسب بوده و کیفیت آن‌ها قابل قبول‌تر است.

## تلویزیون‌های سال ۲۰۱۳
در ژانویه ۲۰۱۳، ال‌جی الکترونیکس نخستین تلویزیون تجاری بر پایه دیود گسیل نور ارگانیک (OLED) را روانه بازار کرد. نمایش‌گرهای این نسل، نسبت به تلویزیون‌های ال‌سی‌دی متداول و نمایش‌گرهای پلاسما، بسیار نازک‌تر، کارآمدتر، و واضح‌تر هستند.